# Stanislav Vlček
Stanislav Vlček (ur. 26 lutego 1976 we Vlašimiu) – czeski piłkarz występujący na pozycji pomocnika lub napastnika.

## Kariera klubowa
Stanislav Vlček zawodową karierę rozpoczynał w 1993 roku w Bohemians 1905. W debiutanckim sezonie wystąpił w dziewiętnastu ligowych spotkaniach. W trakcie sezonu 1994/1995 czeski zawodnik został wypożyczony do klubu FC Karvina, jednak w jego barwach nie rozegrał ani jednego pojedynku i szybko powrócił do Bohemians. W ekipie „Klokanów” Vlček występował łącznie przez niecałe cztery sezony. W ich trakcie rozegrał 58 meczów i strzelił sześć bramek. W przerwie sezonu 1995/1996 trafił do Dynamo Czeskie Budziejowice, gdzie od razu wywalczył sobie miejsce w podstawowej jedenastce.
Latem 1997 roku Czech podpisał kontrakt z Sigmą Ołomuniec. W nowym zespole także nie miał problemów ze znalezieniem sobie miejsca w wyjściowej jedenastce. Sigma zajmowała kolejno trzecie i czwarte miejsce w rozgrywkach czeskiej pierwszej ligi, jednak sezon 1999/2000 zakończyła dopiero na dwunastej pozycji z czterema punktami przewagi nad strefą spadkową. Vlček strzelił wówczas trzynaście goli i był najlepszym strzelcem w drużynie. W rozgrywkach 2000/2001 Sigma powróciła na ligowe podium, by w dwóch kolejnych sezonach znów zajmować miejsca w dolnej części tabeli. W barwach zespołu z Ołomuńca Vlček wystąpił 181 pojedynkach, w których 42 razy wpisał się na listę strzelców. Następnie trafił do rosyjskiego klubu Dinamo Moskwa, by jeszcze w 2004 roku powrócił do kraju i zostać zawodnikiem Slavii Praga. „Sešívaní” kończyli ligowe rozgrywki kolejno na drugim, trzecim i znów drugim miejscu. W każdym z sezonów Vlček był najlepszym strzelcem Slavii.
Dobra forma czeskiego piłkarza sprawiła, że 21 grudnia 2007 roku podpisał 2,5-letni kontrakt z belgijskim Anderlechtem. W drugiej części sezonu rozegrał 16 spotkań i wywalczył z „Fiołkami” tytuł wicemistrza kraju. 16 kwietnia 2009 roku Vlček powrócił do Slavii Praga.

## Kariera reprezentacyjna
Vlček ma za sobą występy w młodzieżowych reprezentacjach Czech. Dla drużyny U-18 rozegrał dwa mecze, a w barwach zespołu U-21 zaliczył siedem występów. W dorosłej kadrze zadebiutował 8 lutego 2000 roku z wygranym 2:1 spotkaniu z Meksykiem w ramach towarzyskiego turnieju Carlsberg Cup. 25 kwietnia 2001 roku wystąpił w zremisowanym 1:1 pojedynku z Belgią, a na kolejny mecz musiał czekać prawie pięć lat. 14 maja 2008 roku Karel Brückner powołał Vlčka do kadry na mistrzostwa Europy.